# Pablo Carpintero Arias
Pablo Carpintero Arias, nacido en Castro (Carballedo) el 20 de abril de 1969, es un músico, artesano e investigador español. Es doctor en Ciencias por la Universidad de Santiago de Compostela, donde fue profesor de bioquímica. Es también miembro directivo de la Asociación de Gaiteros Gallegos y dirige dos grupos de recuperación de tradiciones musicales gallegas: A Requinta de Xián y el Obradoiro de Cultura Tradicional Ultreia.

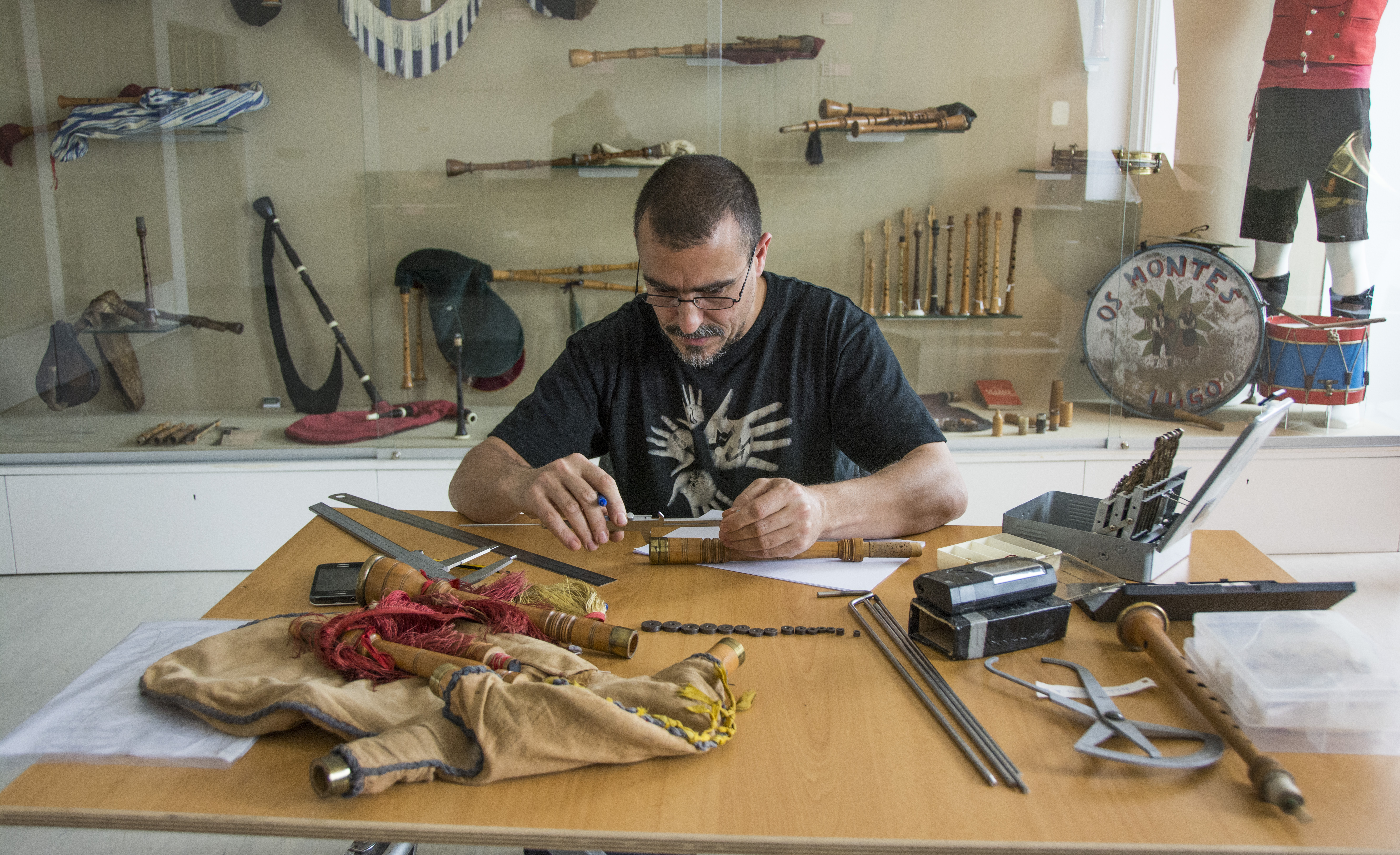
Carpintero midiendo gaitas en Lugo, abril de 2014

Su trabajo como investigador abarca principalmente la evolución de la morfología y repertorio de la gaita de fuelle y en su contextualización social e histórica, así como el estudio de los diversos instrumentos musicales tradicionales gallegos, temas sobre los que tiene varios libros publicados. En 2009 recibió el premio Antón Losada Diéguez de investigación y ensayo por su libro Los instrumentos musicales en la tradición gallega. 

## Discografía

### Solista
- Os nosos gaiteiros. Pablo Carpintero

### Con el Obradoiro de Cultura Tradicional Ultreia
- Andando camiño (1998)
- Eiquí..., acolá (2001)

### A Requinta de Xián
- Os nosos gaiteiros. A Requinta de Xián (2002)
- Feita en Riobó

## Publicaciones

### Libros
- Os instrumentos musicais na tradición galega. Ourense: Difusora de letras, artes e ideas, SL. ISBN 978-84-937421-5-7.
- Desiderio Sampayo Rico. Siderio de Vilarmide. Canela Producións Editorial Etnográfica SL. ISBN 978-84-606-7403-0.
- Os sons da Limia. Difusora de Letras, Artes e Ideas. ISBN 978-84-937090-3-7.
- Contos de ida e volta. Difusora de Letras, Artes e Ideas. ISBN 978-84-935963-8-5.
- Instrumentos tradicionais galegos. Unha selección natural. Difusora de Letras, Artes e Ideas. ISBN 978-84-937421-1-9.

## Premios
- Premio Antón Losada Diéguez de investigación y ensayo 2010

## Colaboraciones

### Televisión
- Luar (TVG)
- Alalá (TVG)

### Radio
- Lume na palleira (Radio Gallega)